# Katarzyna Płonka
Katarzyna Płonka (ur. 28 czerwca 1988) – polska lekkoatletka, trójskoczkini.

## Kariera
Brązowa medalistka mistrzostw Polski seniorów na stadionie (2010 i 2016) oraz w hali (2011). Medalistka mistrzostw kraju w kategoriach juniorów i młodzieżowców. 

## Rekordy życiowe
- trójskok – 13,72 (2011)